# سی‌سی‌ال
سی‌سی‌ال (انگلیسی: CCL) شرکت بسته‌بندی کانادایی است، که در سال ۱۹۵۱ تأسیس شد.